# Super Prestige Pernod 1960
De Super Prestige Pernod 1960 was de tweede editie van dit regelmatigheidsklassement in het wielrennen. Voor deze editie werd de kalender uitgebreid met vier wedstrijden die mee hadden geteld in de voorloper Challenge Desgrange-Colombo, maar niet waren opgenomen in de Super Prestige Pernod het voorgaande jaar. Het betrof hier Milaan-San Remo, de Ronde van Vlaanderen, Luik-Bastenaken-Luik en de Ronde van Lombardije. Hierdoor stonden er in totaal vijftien koersen op het programma die meetelden voor het klassement. Eentje daarvan werd echter niet verreden.
De winnaar van het klassement werd Jean Graczyk. Hij had geen enkele wedstrijd gewonnen, maar was wel op het podium geëindigd in Milaan-San Remo, de Ronde van Vlaanderen en Parijs-Brussel. De Belg Pino Cerami eindigde als tweede en Tourwinnaar Gastone Nencini werd derde.
Behalve de Super Prestige Pernod werden er nog twee andere prijzen uitgereikt: de Prestige Pernod voor Franse renners en de Promotion Pernod voor Franse renners onder de 25 jaar.

## Wedstrijden
| Datum           | Koers                                        | Winnaar            |
| --------------- | -------------------------------------------- | ------------------ |
| 9–16 maart      | Parijs-Nice (1960)                           | Raymond Impanis    |
| 19 maart        | Milaan-San Remo (1960)                       | René Privat        |
| 3 april         | Ronde van Vlaanderen (1960)                  | Arthur Decabooter  |
| 10 april        | Parijs-Roubaix (1960)                        | Pino Cerami        |
| 24 april        | Parijs-Brussel (1960)                        | Pierre Everaert    |
| 1 mei           | GP Stan Ockers (1960)                        | Seamus Elliott     |
| 8 mei           | Luik-Bastenaken-Luik (1960)                  | Ab Geldermans      |
| 29 mei          | Bordeaux-Parijs (1960)                       | Marcel Janssens    |
| 31 mei–6 juni   | Critérium du Dauphiné Libéré (1960)          | Jean Dotto         |
| 26 juni–17 juli | Ronde van Frankrijk (1960)                   | Gastone Nencini    |
| 14 augustus     | Wereldkampioenschap op de Sachsenring (1960) | Rik Van Looy       |
| 6–14 september  | Omloop van het Westen                        | Niet georganiseerd |
| 18 september    | Grote Landenprijs (1960)                     | Ercole Baldini     |
| 2 oktober       | Parijs-Tours (1960)                          | Jo de Haan         |
| 16 oktober      | Ronde van Lombardije (1960)                  | Emile Daems        |

## Eindklassementen

### Individueel
| Plek | Renner            | Punten |
| ---- | ----------------- | ------ |
| 1    | Jean Graczyk      | 160    |
| 2    | Pino Cerami       | 141    |
| 3    | Gastone Nencini   | 132    |
| 4    | Raymond Mastrotto | 130    |
| 5    | Rik Van Looy      | 122    |
| 6    | Jozef Planckaert  | 119    |
| 7    | André Darrigade   | 117    |
| 8    | René Privat       | 116    |
| 9    | Jan Adriaensens   | 105    |
| 9    | François Mahé     | 105    |

- Prestige Pernod: Raymond Mastrotto
- Promotion Pernod: Raymond Poulidor

1959 · 1960 · 1961 · 1962 · 1963 · 1964 · 1965 · 1966 · 1967 · 1968 · 1969 · 1970 · 1971 · 1972 · 1973 · 1974 · 1975 · 1976 · 1977 · 1978 · 1979 · 1980 · 1981 · 1982 · 1983 · 1984 · 1985 · 1986 · 1987